# モンゴル国サッカー連盟
モンゴル国サッカー連盟（モンゴルこくサッカーれんめい、英: Mongolian Football Federation）は、モンゴルにおけるサッカー連盟である。略称はMFF。

## 歴史
モンゴル国サッカー連盟は1959年に設立された。国際サッカー連盟（FIFA）およびアジアサッカー連盟（AFC）には、1998年に加入した。
東アジアサッカー連盟（EAFF）を他の東アジア7協会と共に2002年5月28日に設立し、加盟した。ところが2011年1月のAFC選挙に、当時モンゴル国サッカー連盟会長であったガンボルド・ブヤネメケが、EAFFとして推薦する候補者に入っていなかったにもかかわらず、立候補しAFC執行委員に当選してしまった。
この事態を重く見たEAFFは、2011年3月19日の第33回EAFF理事会および第6回EAFF総会でモンゴル国サッカー連盟に対し、2014年3月のEAFF総会までの3年間に渡りEAFF資格停止処分を下した。

## 運営
- サッカーモンゴル国代表
- U-23サッカーモンゴル国代表
- サッカーモンゴル国女子代表
- モンゴル・ナショナルプレミアリーグ